# Ucciani
Ucciani (korsisch Auccià) ist eine französische Gemeinde mit 503 Einwohnern (Stand: 1. Januar 2022) im Département Corse-du-Sud in der Region Korsika. Sie gehört zum Arrondissement Ajaccio und zum Gemeindeverband Celavu-Prunelli. Die Einwohner werden Uccianais (französisch) bzw. Auccianesi (korsisch) genannt.

## Geografie
Die Gemeinde Ucciani liegt an der Gravona auf 450 m Meereshöhe, etwa 27 Kilometer nordöstlich von Ajaccio in den Bergen der Insel Korsika im Regionalen Naturpark Korsika. Zu Ucciani gehören die Dörfer Conventu auf 470 m, Crucoli auf 450 m, Le Pont d’Ucciani auf 300 m und Tinturaju auf 400 m sowie zahlreiche kleine Weiler und Einzelhöfe. Umgeben wird Ucciani von den Nachbargemeinden Tavera im Norden und Osten, Bastelica im Südosten, Peri im Südwesten, Carbuccia und Vero im Westen sowie Azzana im Nordwesten. Das 28,36 km² umfassende Gemeindegebiet ist fast vollständig bewaldet. Nordwestlich und südöstlich des Gravonatales hat das Gebiet der Gemeinde einen ausgeprägten Gebirgscharakter mit mehreren Gipfeln über 800 m Höhe.
Zu diesen gehören:
| nordwestlich des Gravonatales - Punta Baricci 991 m - Bocca di Rossi 842 m - Bocca di Baracche 876 m | südöstlich des Gravonatales - Monte Borbo 1202 m - Punta d’Isa 1630 m - Punte de la Crena 1358 m - Ponte de Chersichini 1341 m - Punta Tirulellu 1541 m - Monte Aculone 1400 m |

Ucciani hat einen Haltepunkt an der Bahnstrecke Bastia–Ajaccio.

## Bevölkerungsentwicklung
| Jahr      | 1962 | 1968 | 1975 | 1982 | 1990 | 1999 | 2006 | 2012 | 2022 |
| Einwohner | 479  | 393  | 324  | 285  | 310  | 389  | 435  | 468  | 503  |

Im Jahr 1926 wurde mit 1240 Bewohnern die bisher höchste Einwohnerzahl ermittelt. Die Zahlen basieren auf den Daten von cassini.ehess und INSEE.

## Sehenswürdigkeiten
- Pfarrkirche Sant’Antonino mit einer Marienstatue aus Marmor (16. Jahrhundert) und einer Glocke aus dem Jahr 1715
- Kapelle Sant’Antone
- zahlreiche Wegkreuze
- Bogenbrücke aus dem 18. Jahrhundert im Ortsteil Crucoli

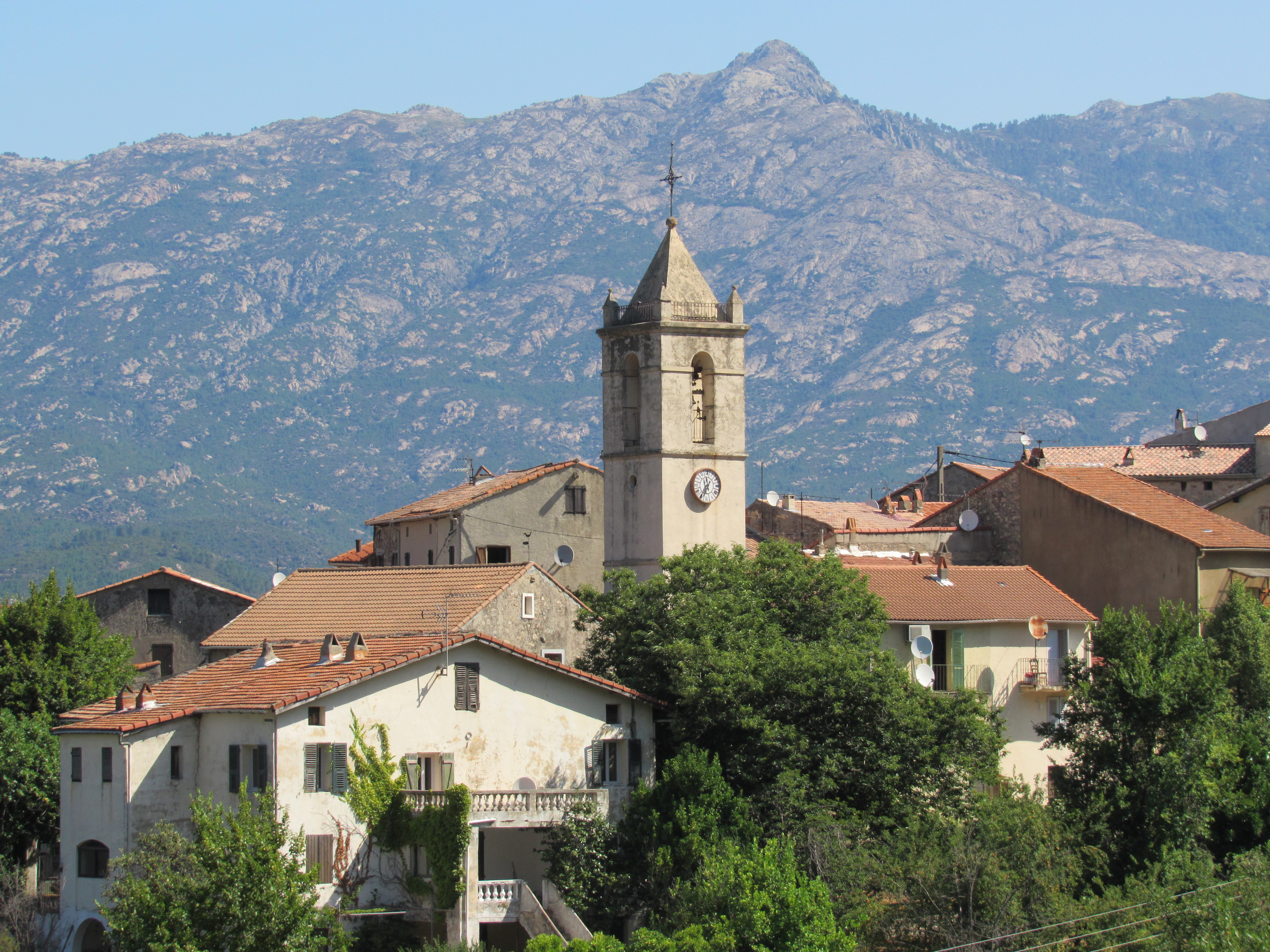
Kirche Sant’Antonino
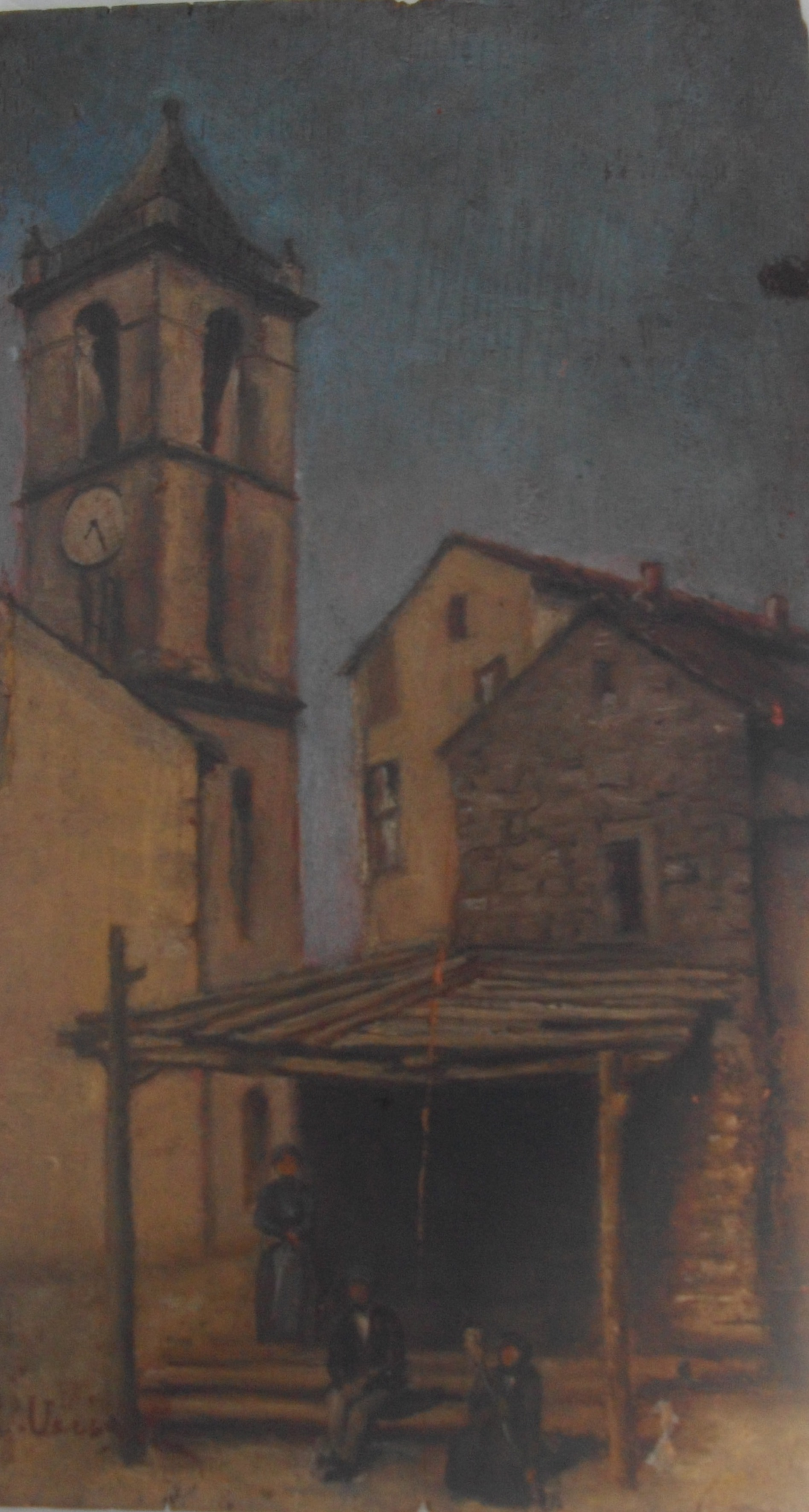
Gemälde der Kirche Sant’Antonino von Pierre Ucciani aus dem Jahr 1892

## Wirtschaft und Infrastruktur
In Ucciani sind 18 Landwirtschaftsbetriebe ansässig: hauptsächlich Anbau von Ölsaaten, Schweine- und Rinderzucht, darüber hinaus Obstanbau, Fischerei und Forstwirtschaft.
Durch den Norden der Gemeinde Ucciani führt die die ganze Insel durchquerende Fernstraße T 20 von Ajaccio nach Lucciana.

## Persönlichkeiten
- Pierre Ucciani (1851–1939), korsischer Maler

## Belege
1. ↑  Ucciani auf cassini.ehess
2. ↑  Ucciani auf INSEE
3. ↑  Landwirtschaftsbetriebe auf annuaire-mairie.fr